# Đầu bếp
Đầu bếp (tiếng Anh: chef) là một người nấu ăn chuyên nghiệp và là người có tay nghề, thành thạo trong mọi khía cạnh chế biến thực phẩm, thường tập trung vào một món ăn cụ thể.
Từ tiếng Anh "chef" bắt nguồn từ thuật ngữ chef de cuisine (phát âm tiếng Pháp: [ʃɛf də kɥizin]), người đứng bếp chính hoặc người đứng đầu trong bếp. Đầu bếp có thể được đào tạo chính thức từ một tổ chức cũng như học việc với một đầu bếp có kinh nghiệm.
Có nhiều thuật ngữ khác nhau sử dụng từ  "chef" theo chức danh và đề cập đến các lĩnh vực chế biến thực phẩm cụ thể. Ví dụ bao gồm sous-chef, người đóng vai trò là người chỉ huy thứ hai trong bếp và chef de partie, người xử lý một khu vực chế biến cụ thể.
Hệ thống đội ngũ trong bếp là một hệ thống phân cấp được tìm thấy trong các nhà hàng và khách sạn sử dụng nhiều nhân viên, nhiều người trong số đó sử dụng từ "chef" trong chức danh của họ.
Bên dưới các đầu bếp là các trợ lý bếp. Đồng phục tiêu chuẩn của đầu bếp bao gồm mũ đầu bếp (gọi là toque), khăn quàng cổ đầu bếp, áo khoác đồng phục đầu bếp có hai hàng khuy, tạp dề và giày chắc chắn (có thể bao gồm mũi giày bằng thép hoặc nhựa).

## Lịch sử
Năm 776 trước Công nguyên, Coroebus từ Elis đã trở thành nhà vô địch trong Thế vận hội Olympic cổ đại qua cuộc chạy nước rút. Đáng chú ý, Coroebus cũng là một đầu bếp.
Trong thời Trung cổ ở miền Bắc nước Pháp (khoảng thế kỷ 9-15), đầu bếp đã trở thành một nghề nổi tiếng trong cộng đồng. Theo một khía cạnh, đầu bếp được coi là những thợ thủ công được đào tạo. Trong cuốn sách Le Viandier - một tuyển tập công thức cổ điển của Pháp trong thời Trung cổ - Taillevent đã viết rằng ông đã trải qua các giai đoạn đào tạo khác nhau, bao gồm trở thành người học việc và thợ phụ trước khi đạt được tư cách thạc sĩ. Kiến thức của các bậc thầy được truyền đạt từ thế hệ này sang thế hệ khác.
Georges Auguste Escoffier (1846–1935) đã định nghĩa một vai trò đầu bếp trong ngành ẩm thực là Cuisinier. Họ đóng vai trò hỗ trợ các vị trí cao cấp nhất trong hệ thống phân cấp, như đầu bếp chính, và thực hiện chuẩn bị các món ăn cụ thể.

## Tại Trung Quốc

### Nhà Minh
Trong triều đại nhà Minh (1368-1644), nghề đầu bếp đã trở thành một nghề phục vụ chủ yếu cho tầng lớp thượng lưu trong xã hội, như thương nhân, quan chức và địa chủ. Sự phát triển của ẩm thực Trung Quốc trong thời kỳ này được thúc đẩy bởi sự đa dạng của các loại cây trồng từ "Thế giới mới" như ngô, khoai tây và ớt, tạo ra một môi trường phong phú hơn cho các nguyên liệu và món ăn. Điều này đã dẫn đến sự xuất hiện của nhiều loại thực phẩm mới và cải thiện chất lượng, và làm tăng số lượng đầu bếp trong Trung Quốc thời đó. Đa dạng thực phẩm mới đã thúc đẩy việc xuất bản nhiều sách hướng dẫn và công thức nấu ăn khác nhau.

#### Nghề đầu bếp
Trong xã hội Trung Quốc, các đầu bếp phục vụ tầng lớp thượng lưu qua các nhà trọ, nhà hàng và như người bán hàng rong, đáp ứng nhu cầu đa dạng về thực phẩm. Tuy nhiên, dịch vụ đầu bếp chủ yếu dành cho tầng lớp này, trong khi triều đình sử dụng hàng ngàn đầu bếp để phục vụ hàng ngày và chuẩn bị các lễ vật. Thương nhân và chủ nhà có thể thuê đầu bếp chuyên nghiệp, tận hưởng chất lượng ẩm thực cao cấp và phong cách nấu ăn phức tạp. Tuy nhiên, việc đặc quyền của đầu bếp dành cho tầng lớp thượng lưu cũng gắn liền với lòng tham và sự háu ăn, đôi khi liên quan đến tội phạm.

#### Vị trí nghề nghiệp
Nghề đầu bếp ở thời nhà Minh chỉ dành cho những người giàu có. Tuy công việc đầu bếp đòi hỏi kỹ năng và tinh chỉnh, nhưng nó cũng liên quan đến việc giết động vật và xung đột với giá trị tôn giáo. Vì vậy, nghề đầu bếp không được coi là đáng được ưa chuộng. Mặc dù có những khía cạnh tích cực, nghề đầu bếp vẫn được tôn trọng bởi sự khéo léo và tinh thần thủ công của nó.

#### Sách công thức nấu ăn
Trong triều đại nhà Minh, các đầu bếp Trung Quốc đã có thể nắm vững nghề nghiệp của mình thông qua nhiều sách công thức và hướng dẫn về thảo dược được xuất bản. Những tài liệu này nhằm tăng cường sức khỏe cá nhân và tập trung vào lợi ích sức khỏe của thực phẩm và cách sống lành mạnh. Một ví dụ là cuốn sách "Bộ sưu tập của kẻ háu ăn cũ" (Laotao ji), được viết bởi Zhang Dai. Trong sách này, Zhang Dai không chỉ cung cấp các công thức nấu ăn mà còn viết về mối quan hệ giữa thực phẩm, sức khỏe và xã hội.

## Hoa Kỳ
Không có yêu cầu nghiêm ngặt nào để trở thành một đầu bếp. Tuy nhiên, có các tổ chức cung cấp các chương trình đào tạo nấu ăn, chẳng hạn như trường nghề nấu ăn. Những chương trình này đòi hỏi việc học các khía cạnh như an toàn thực phẩm, vệ sinh, lòng hiếu khách và kỹ năng nấu ăn chuyên sâu. Thời gian để hoàn thành chương trình này thường kéo dài từ hai đến bốn năm.
Một số đầu bếp được đào tạo thông qua các chương trình học nghề nấu ăn, mà có thể nhận được sự tài trợ từ các viện ẩm thực chuyên nghiệp hoặc công đoàn. Các chương trình này thường có thời gian đào tạo trong khoảng một năm và cung cấp kinh nghiệm làm việc cùng với các kỹ năng kỹ thuật.
Theo Liên đoàn ẩm thực Hoa Kỳ, để tham gia các chương trình đào tạo nấu ăn tương tự, yêu cầu tối thiểu bao gồm đạt đến tuổi 17 và có bằng tốt nghiệp trung học hoặc tương đương. Đối với những người muốn tiến xa hơn trong ngành nấu ăn, họ có thể nhận được chứng chỉ nấu ăn, chứng minh rằng họ có ít nhất hai năm kinh nghiệm làm việc và kiến thức cơ bản về các kỹ năng nấu ăn.

## Vương Quốc Anh
Các môn học Tiếng Anh và Toán trong kỳ thi GCSE có thể hỗ trợ những cá nhân quan tâm đến việc trở thành đầu bếp. Tuy nhiên, nếu họ đã có kinh nghiệm học nghề hoặc đào tạo trong lĩnh vực nấu ăn, sẽ có giá trị cao hơn.
Ở Wales, Anh và Bắc Ireland, có nhiều trường cao đẳng cung cấp các chương trình đào tạo và phát triển trong lĩnh vực nấu ăn. Các chứng chỉ và bằng cấp có sẵn bao gồm Văn bằng Giới thiệu về Nấu ăn Chuyên nghiệp, Chứng chỉ Nấu ăn Tổng quát và Văn bằng Sản xuất và Nấu ăn Thực phẩm.

## Trung Đông
Đầu bếp chuyên nghiệp ở Trung Đông chủ yếu là nam giới và thường hạn chế sử dụng thịt lợn do các hạn chế tôn giáo. Thay vào đó, thịt cừu và thịt gà là các loại thịt phổ biến được sử dụng trong các món ăn, thường kèm theo bánh mì hoặc cơm. Các đầu bếp Trung Đông thường không sử dụng sữa do một tỷ lệ cao người dân không dung nạp đường sữa. Gia súc thường được sử dụng cho mục đích khác và chỉ khi không có mục đích khác, thịt bò mới được sử dụng trong một số món ăn. Cà tím là một nguyên liệu phổ biến trong ẩm thực Trung Đông, với hơn 40 món ăn được chế biến từ cà tím.

## Mexico
Đầu bếp Mexico có một ưu điểm là họ tôn trọng các món ăn và xem chúng là di sản và linh hồn của văn hóa. Sự đam mê của họ trực tiếp liên quan đến cách thức chế biến và hương vị của món ăn. Họ thường mặc cả và mua nguyên liệu từ chợ đường phố, trong khi bánh ngô thủ công của họ hoặc được mua từ cửa hàng chuyên bánh ngô. Ẩm thực Mexico đã bị ảnh hưởng bởi sự xâm lược của Pháp và hòa trộn hai phong cách trong thực đơn của họ. Bánh crêpes, hay gọi là crepas ở Mexico, được người Pháp giới thiệu và được sử dụng rộng rãi trong nhiều món ăn khác nhau.

## Mức lương và giá trị kinh tế
Theo Cục Thống kê Lao động Hoa Kỳ, dự kiến số lượng việc làm cho đầu bếp sẽ tăng 6% trong giai đoạn từ 2016 đến 2026. Năm 2016, có 2.403.000 việc làm cho đầu bếp. Tuy nhiên, tỷ lệ tăng này được dự đoán sẽ chậm hơn so với các ngành công nghiệp chế biến thực phẩm, làm bánh và đầu bếp (cả ba ngành dự đoán tăng ít nhất 8% từ năm 2016 đến năm 2026).

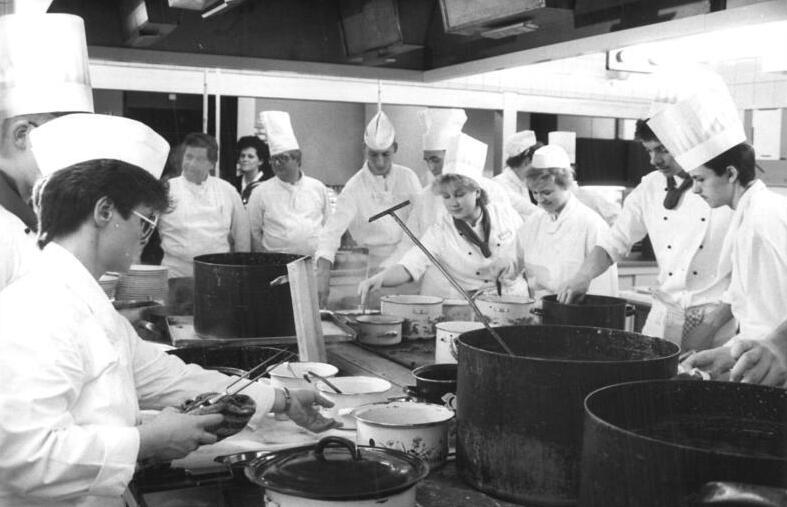
Những đầu bếp chuyên nghiệp trong ngành bếp khách sạn vào năm 1990.

Thu nhập trung bình của một đầu bếp là khoảng 22.850 đô la một năm, tương đương với 10,99 đô la mỗi giờ. Theo số liệu tính đến tháng 10 năm 2017, thu nhập trung bình của đầu bếp ở Canada là khoảng 33.400 đô la Canada mỗi năm. Vào năm 2018, các đầu bếp ở Úc kiếm được khoảng 20,48 đô la Úc cho mỗi giờ làm việc.

## Vấn đề liên quan đến sức khỏe
Có nhiều mối lo ngại về sức khỏe trong ngành đầu bếp. Những đầu bếp xử lý thực phẩm chưa nấu chín có nguy cơ mắc các bệnh liên quan đến thực phẩm. Đồng thời, các đầu bếp cũng tiếp xúc với các chất hóa học như thuốc tẩy và nước lau kính, có nguy cơ hít phải và tiếp xúc trực tiếp. Các vật sắc nhọn và bề mặt nóng trong quá trình làm việc cũng gây nguy hiểm và có thể gây chấn thương. Độ ẩm, sàn nhà trơn trượt cũng tạo ra rủi ro ngã. Nấu ăn trong môi trường thương mại đòi hỏi sự nhanh nhẹn, làm việc trong môi trường nóng, ẩm, ồn ào và nguy hiểm. Điều này có thể gây căng thẳng về thể chất và tinh thần, và đôi khi dẫn đến sử dụng chất kích thích hoặc thuốc giảm căng thẳng.

## Danh hiệu
Dưới nhiều danh hiệu khác nhau được đặt ra cho những ngành nghề ở trong bếp và mỗi danh hiệu đều được coi là một loại của đầu bếp. Có rất nhiều danh hiệu dựa trên tài liệu brigade de cuisine bởi Auguste Escoffier, trong khi những người khác có nhiều danh hiệu khác tuỳ thuộc vào từng loại bếp khác nhau. Không phải Nhà hàng nào cũng sử dụng những danh hiệu, nó có thể có đường lối chỉ đạo và sự cấu tạo riêng. Đầu bếp chuyên nghiệp là một danh hiệu thường được thấy trong các cuộc thi, hay nhà hàng; còn trong các bữa ăn gia đình thì thường gọi là người nấu bếp, người làm bếp, người nấu ăn...

## Hội
Hội nhà bếp là những nhóm tập hợp những nhà bếp lại với nhau. Câu lạc bộ Đầu bếp cho Các nguyên thủ quốc gia (CCC) được thành lập bởi Gills Bragard (người Pháp) từ năm 1977 là một trong những hội cho các đầu bếp tài ba, danh tiếng trên thế giới dùng để phục vụ các tổng thống hay các người giàu sang. Bếp trưởng Joel Normand từng là đầu bếp riêng cho cựu tổng thống George W. Bush. Câu lạc bộ này hoạt động với khẩu hiệu "Chính trị chia rẽ con người, nhưng một bữa ăn ngon gắn kết họ lại".